# Diplonevra glabra
Diplonevra glabra är en tvåvingeart som beskrevs av Schmitz 1927. Diplonevra glabra ingår i släktet Diplonevra och familjen puckelflugor. Arten är reproducerande i Sverige. Inga underarter finns listade i Catalogue of Life.